# 디비시오네스 레히오날레스
디비시오네스 레히오날레스(스페인어: Divisiones Regionales de Fútbol)는 스페인의 지역 축구 디비전이다. 각 디비전은 지역 축구 연맹에 의해 관리된다. 상위 리그는 5부 리그인 테르세라 페데라시온이며, 지역 구분은 다음과 같다.
| 지역 구분                             | 지역 구분                             | 6부 리그                                                                          | 7부 리그 | 8부 리그                                                                       | 9부 리그                          | 10부 리그                  |
| 갈리시아 (FGF)                        | 갈리시아 (FGF)                        | 프레페렌테 아우토노미카 (2 그룹)                                                  | 프리메이라 아우토노미카 (5 그룹) | 세군다 아우토노미카 (13 그룹)                                                  | 테르세이라 아우토노미카 (19 그룹) | 없음                       |
| 아스투리아스 (RFFPA)                  | 아스투리아스 (RFFPA)                  | 레히오날 프레페렌테                                                               | 프리메라 레히오날 (2 그룹) | 세군다 레히오날 (3 그룹)                                                       | 없음                              | 없음                       |
| 칸타브리아 (FCF)                      | 칸타브리아 (FCF)                      | 레히오날 프레페렌테                                                               | 프리메라 레히오날 | 세군다 레히오날 (2 그룹)                                                       | 없음                              | 없음                       |
| 바스크 (FVF - EFF)                    |                                       |                                                                                   | |                                                                                |                                   |                            |
| 비스카야                              | 디비시온 데 오너                      | 테리토리알 프레페렌테                                                             | 테리토리알 프리메라 (2 그룹) | 테리토리알 세군다 (2 그룹)                                                     | 테리토리알 테르세라 (3 그룹)      |                            |
| 알라바                                | 레히오날 프레페렌테                   | 프리메라 레히오날                                                                 | 없음 | 없음                                                                           | 없음                              |                            |
| 기푸스코아                            | 프레페렌테                            | 프리메라 레히오날 (2 그룹)                                                        | 세군다 레히오날 (4 그룹) | 없음                                                                           | 없음                              |                            |
| 카탈루냐 (FCF)                        | 카탈루냐 (FCF)                        | 프리메라 카탈루냐 (2 그룹)                                                        | 세고나 카탈루냐 (6 그룹) | 테르세라 카탈루냐 (18 그룹)                                                    | 콰르타 카탈루냐 (31 그룹)         | 없음                       |
| 발렌시아 (FFCV)                       | 발렌시아 (FFCV)                       | 레히오날 프레페렌테 (4 그룹)                                                      | 프리메라 레히오날 (7 그룹) | 세고나 레히오날 (14 그룹)                                                      | 없음                              | 없음                       |
| 마드리드 (FFM)                        | 마드리드 (FFM)                        | 프레페렌테 (2 그룹)                                                               | 프리메라 아피시오나도스 (4 그룹) | 세군다 아피시오나도스 (8 그룹)                                                 | 테르세라 아피시오나도스 (12 그룹) | 없음                       |
| 카스티야이레온 (FCyLF)                | 카스티야이레온 (FCyLF)                | 프리메라 디비시온 레히오날 (2 그룹)                                               | 프리메라 디비시온 프로빈시알 (9 그룹) - 아빌라 주 - 부르고스 주 - 레온 주 - 팔렌시아 주 - 살라망카 주 - 세고비아 주 - 소리아 주 - 바야돌리드 주 - 자모라 주 | 세군다 디비시온 프로빈시알 (6 그룹)                                            | 없음                              | 없음                       |
| 안달루시아 (FAF)                      | 안달루시아 (FAF)                      | 디비시온 데 오너 (2 그룹)                                                         | 프리메라 안달루자 (8 그룹) - 알메리아 주 - 카디스 주 - 코르도바 주 - 그라나다 주 - 우엘바 주 - 하엔 주 - 말라가 주 - 세비야 주                              | 세군다 안달루자 (8 그룹)                                                       | 테르세라 안달루자 (13 그룹)       | 없음                       |
| 발레아레스 제도 (FFIB)                | 발레아레스 제도 (FFIB)                | - 프레페렌테 데 마요르카 - 프레페렌테 데 메노르카 - 레히오날 데 이비사-포르멘테라 | 프리메라 레히오날 | 세군다 레히오날                                                                | 테르세라 레히오날 (2 그룹)        | 없음                       |
| 카나리아 제도 (그란 카나리아) (FIFLP) | 카나리아 제도 (그란 카나리아) (FIFLP) | 프레페렌테 라스팔마스                                                             | 프리메라 레히오날 그란 카나리아 (2 그룹) - 1ª 레히오날 푸에르테벤투라 - 1ª 레히오날 란사로테                                                                | 세군다 레히오날 그란 카나리아 (3 그룹)                                         | 없음                              | 없음                       |
| 카나리아 제도 (테네리페) (FTF)        | 카나리아 제도 (테네리페) (FTF)        | 프레페렌테 테네리페                                                               | 프리메라 인터인슐라 (2 그룹) - 프리메라 인슐라 라 팔마 | 세군다 인터인슐라 (2 그룹) - 세군다 인슐라-엘 이에로 - 세군다 인슐라-라 고메라 | 없음                              | 없음                       |
| 무르시아 (FFRM)                       | 무르시아 (FFRM)                       | 테리토리알 프레페렌테                                                             | 리가 아우토노미카 | 프리메라 테리토리알                                                            | 없음                              | 없음                       |
| 에스트레마두라 (FEF)                  | 에스트레마두라 (FEF)                  | 레히오날 프레페렌테 (3 그룹)                                                      | 프리메라 레히오날 (4 그룹) | 없음                                                                           | 없음                              | 없음                       |
| 나바라 (FNF)                          | 나바라 (FNF)                          | 프리메라 아우토노미카                                                             | 프레페렌테 (2 그룹) | 프리메라 레히오날 (3 그룹)                                                     | 없음                              | 없음                       |
| 라리오하 (FRF)                        | 라리오하 (FRF)                        | 레히오날 프레페렌테                                                               | 없음 | 없음                                                                           | 없음                              | 없음                       |
| 아라곤 (FAF)                          | 아라곤 (FAF)                          | 레히오날 프레페렌테 (2 그룹)                                                      | 프리메라 레히오날 (4 그룹) | 세군다 레히오날 (5 그룹)                                                       | 세군다 레히오날 B                 | 테르세라 레히오날 (3 그룹) |
| 카스티야라만차 (FFCM)                 | 카스티야라만차 (FFCM)                 | 프리메라 디비시온 프레페렌테 (2 그룹)                                             | 프리메라 디비시온 아우토노미카 (4 그룹) | 세군다 디비시온 아우토노미카 (6 그룹)                                          | 없음                              | 없음                       |
| 세우타 (FFC)                          | 세우타 (FFC)                          | 레히오날 프레페렌테                                                               | 없음 | 없음                                                                           | 없음                              | 없음                       |
| 멜리야 (FMF)                          | 멜리야 (FMF)                          | 프리메라 아우토노미카                                                             | 없음 | 없음                                                                           | 없음                              | 없음                       |